# Чернявский, Григорий Маркелович
Григо́рий Марке́лович Черня́вский (22 августа 1926 — 22 июня 2021) — советский и российский учёный, член-корреспондент РАН (с 1990 года — АН СССР, с 1991 — РАН). Директор НТЦ «Космонит» ОАО «Российские космические системы». Доктор технических наук (1972), профессор (1974). Основные направления научной деятельности связаны с разработкой телекоммуникационных и навигационных спутниковых систем.

## Биография
Родился 22 августа 1926 года в Москве в семье юристов Маркела Ноевича Чернявского и Софьи Григорьевны Чернявской. В 1949 окончил Московский авиационный институт, после чего был направлен в Оренбургский машиностроительный завод. До 1960 года Григорий Чернявский работал начальником различных подразделений завода, принимая участие в создании самолёта Ил-10, вертолёта Ми-1, баллистической ракеты Р-11ФМ. В 1960 году Григорий Маркелович по распоряжению Сергея Павловича Королёва направился в закрытый город Красноярск-26 (современный ЗАТО Железногорск), где работал вместе с конструктором Михаилом Решетнёвым. За четверть века, что Чернявский проработал в НПО прикладной механики, было создано множество разработок для космической отрасли и радиосвязи СССР, таких как ракеты-носитель 11К65 для вывода ИСЗ на средневысотную круговую орбиту, система «Молния-2», спутниковая навигационная система и спутниковая система непосредственного телевещания «Экран». ОКБ, где работал Григорий Чернявский, именуется ОАО ИСС имени М. Ф. Решетнёва. В последнее время учёный работал в ОАО РКС.
Умер 22 июня 2021 года. Прах захоронен на Донском кладбище (колумбарий 18, зал 20)

## Достижения
Во время своей работы в Красноярском крае Григорий Чернявский вёл активную научно-преподавательскую деятельность. Он является автором 300 научных трудов, 5 монографий и 145 изобретений. В 1990-е читал лекции в Стэнфордском университете и Университете Нью-Мексико.

### Научные труды
- Орбиты спутников связи / Г. М. Чернявский. — Москва: Связь, 1978. — 240 с. : ил.
- Управление орбитой стационарного спутника / Г. М. Чернявский, В. А. Бартенев, В. А. Малышев. — М. : Машиностроение, 1984. — 144 с. : ил.
- Лазерные системы в космосе : (Информ. технология) / Г. М. Чернявский, А. А. Чернов. — М. : Радио и связь, 1995. — 222,[1] с. : ил.; 20 см; ISBN 5-256-01203-7
- Орбиты спутников дистанционного зондирования Земли. Лекции и упражнения / А. А. Чернов, Г. М. Чернявский. — М. : Радио и связь, 2004 (Тип. изд-ва Радио и связь). — 199 с. : ил., табл.; 22 см; ISBN 5-256-01752-7

## Признание
- Ленинская премия (1976);
- Государственная премия СССР (1969);
- два ордена Ленина;
- 6 медалей СССР;
- Почётная грамота Правительства Российской Федерации (21 июля 2016 года) — за большой вклад в развитие отечественной космонавтики и многолетний добросовестный труд[2].